# Ожика світла
Ожика світла, ожика ожикова, мохнатка жовтувата (Luzula luzulina)  — вид трав'янистих рослин родини гвоздикових (Liliaceae), поширений у Туреччині та Європі від Іспанії до України.

## Біоморфологічна характеристика
Багаторічна волохата розгалужена рослина 15–40 см заввишки. Прикореневі листки лінійно-вузькі, 2–4 мм ушир. Стеблові листки трохи коротші від прикореневих. Особливо довгі волоски біля основи листків. Суцвіття до ≈ 10 квіток, дуже нещільне, з нерівними гілками, на яких розташовано 1–2 квітки. Квітки поодинокі, солом'яно-жовті або жовтувато-коричневі; квітконіжки довгі. Листочки оцвітини рівні, ланцетні, загострені, на краях біло-перетинчасті. Квітне у травні — червні. Коробочка яйцевидно-трикутна, загострена, приблизно рівна оцвітині, жовто-коричнева коли стигла. Насіння коричневе, закінчується вигнутим придатком. 2n=24.

## Поширення
Поширений у Туреччині й західній половині Європи — Австрія, Болгарія, Корсика, Чехія, Словаччина, Франція, Німеччина, Греція, Італія, Польща, Румунія, Іспанія, Швейцарія, Україна, колишня Югославія.
В Україні вид зростає у лісах, на луках — у Карпатах. У ЧКУ має статус «зниклий у природі».